# Verne Edwin Grant
Verne Edwin Grant (* le 17 octobre 1917 à San Francisco, Californie ; † le 29 mai 2007 à Austin, Texas) est un botaniste et évolutionniste américain.

## Publications
- (en) Verne Edwin Grant, The Origin of Adaptations, Columbia University Press, New York, 1963.
- (en) Verne Grant, « Incongruence between cladistic and taxonomic systems », American Journal of Botany, vol. 90, no 9,‎ septembre 2003, p. 1263-1270 (ISSN 0002-9122, DOI 10.3732/ajb.90.9.1263, lire en ligne)